# British Academy Film Awards 1987
Die 40. Verleihung der British Academy Film Awards zeichnete die besten Filme von 1986 aus. Die Filmpreise der British Academy of Film and Television Arts (BAFTA) wurden in 20 Kategorien verliehen; hinzu kamen ein Spezial- und zwei Ehrenpreise.
| Film                                       | N  | A |
| ------------------------------------------ | -- | - |
| Zimmer mit Aussicht                        | 14 | 5 |
| Mission                                    | 11 | 3 |
| Hannah und ihre Schwestern                 | 8  | 2 |
| Jenseits von Afrika                        | 7  | 3 |
| Ran                                        | 6  | 2 |
| Mona Lisa                                  | 6  | 1 |
| Aliens – Die Rückkehr                      | 4  | 1 |
| Crocodile Dundee – Ein Krokodil zum Küssen | 2  | 0 |
| Das wahre Leben der Alice im Wunderland    | 2  | 0 |

## Preisträger und Nominierungen

### Bester Film
Zimmer mit Aussicht (A Room with a View) – Ismail Merchant, James Ivory
Hannah und ihre Schwestern (Hannah and Her Sisters) – Robert Greenhut, Woody Allen
Mission (The Mission) – Fernando Ghia, David Puttnam, Roland Joffé
Mona Lisa – Stephen Woolley, Patrick Cassavetti, Neil Jordan

### Beste Regie
Woody Allen – Hannah und ihre Schwestern (Hannah and Her Sisters)
James Ivory – Zimmer mit Aussicht (A Room with a View)
Roland Joffé – Mission (The Mission)
Neil Jordan – Mona Lisa

### Bester Hauptdarsteller
Bob Hoskins – Mona Lisa
Woody Allen – Hannah und ihre Schwestern (Hannah and Her Sisters)
Michael Caine – Hannah und ihre Schwestern
Paul Hogan – Crocodile Dundee – Ein Krokodil zum Küssen (Crocodile Dundee)

### Beste Hauptdarstellerin
Maggie Smith – Zimmer mit Aussicht (A Room with a View)
Mia Farrow – Hannah und ihre Schwestern (Hannah and Her Sisters)
Meryl Streep – Jenseits von Afrika (Out of Africa)
Cathy Tyson – Mona Lisa

### Bester Nebendarsteller
Ray McAnally – Mission (The Mission)
Klaus Maria Brandauer – Jenseits von Afrika (Out of Africa)
Simon Callow – Zimmer mit Aussicht (A Room with a View)
Denholm Elliott – Zimmer mit Aussicht

### Beste Nebendarstellerin
Judi Dench – Zimmer mit Aussicht (A Room with a View)
Rosanna Arquette – Die Zeit nach Mitternacht (After Hours)
Barbara Hershey – Hannah und ihre Schwestern (Hannah and Her Sisters)
Rosemary Leach – Zimmer mit Aussicht

### Bestes adaptiertes Drehbuch
Kurt Luedtke – Jenseits von Afrika (Out of Africa)
Hesper Anderson, Mark Medoff – Gottes vergessene Kinder (Children of a Lesser God)
Masato Ide, Akira Kurosawa, Hideo Oguni – Ran
Menno Meyjes – Die Farbe Lila (The Colour Purple)
Ruth Prawer Jhabvala – Zimmer mit Aussicht (A Room with a View)

### Bestes Original-Drehbuch
Woody Allen – Hannah und ihre Schwestern (Hannah and Her Sisters)
Robert Bolt – Mission (The Mission)
John Cornell, Paul Hogan, Ken Shadie – Crocodile Dundee – Ein Krokodil zum Küssen (Crocodile Dundee)
Neil Jordan, David Leland – Mona Lisa

### Beste Filmmusik
Ennio Morricone – Mission (The Mission)
John Barry – Jenseits von Afrika (Out of Africa)
Herbie Hancock – Um Mitternacht (Round Midnight)
Richard Robbins – Zimmer mit Aussicht (A Room with a View)

### Beste Kamera
David Watkin – Jenseits von Afrika (Out of Africa)
Chris Menges – Mission (The Mission)
Tony Pierce-Roberts – Zimmer mit Aussicht (A Room with a View)
Takao Saitō, Masaharu Ueda – Ran

### Bester Ton
Peter Handford, Chris Jenkins, Tom C. McCarthy – Jenseits von Afrika (Out of Africa)
Ray Beckett, Richard King, Tony Lenny – Zimmer mit Aussicht (A Room with a View)
Roy Charman, Graham V. Hartstone, Don Sharpe – Aliens – Die Rückkehr (Aliens)
Ian Fuller, Bill Rowe, Clive Winter – Mission (The Mission)

### Beste Kostüme
Jenny Beavan, John Bright – Zimmer mit Aussicht (A Room with a View)
Milena Canonero – Jenseits von Afrika (Out of Africa)
Enrico Sabbatini – Mission (The Mission)
Emi Wada – Ran

### Beste Maske
Tameyuki Aimi, Shohichiro Meda, Chihako Naito, Noriko Takemizawa – Ran
Peter Frampton – Sid und Nancy (Sid and Nancy)
Peter Robb-King – Aliens – Die Rückkehr (Aliens)
Jenny Shircore – Das wahre Leben der Alice im Wunderland (Dreamchild)

### Bestes Szenenbild
Brian Ackland-Snow, Gianni Quaranta – Zimmer mit Aussicht (A Room with a View)
Stuart Craig – Mission (The Mission)
Peter Lamont – Aliens – Die Rückkehr (Aliens)
Shinobu Muraki, Muraki Yoshirō – Ran

### Bester Schnitt
Jim Clark – Mission (The Mission)
Humphrey Dixon – Zimmer mit Aussicht (A Room with a View)
Susan E. Morse – Hannah und ihre Schwestern (Hannah and Her Sisters)
Lesley Walker – Mona Lisa

### Beste visuelle Effekte
Brian Johnson, John Richardson, Robert Skotak, Stan Winston – Aliens – Die Rückkehr (Aliens)
Chris Carr, Duncan Kenworthy, John Stephenson – Das wahre Leben der Alice im Wunderland (Dreamchild)
Tony Dunsterville, Roy Field, Brian Froud, George Gibbs – Die Reise ins Labyrinth (Labyrinth)
Peter Hutchinson – Mission (The Mission)

### Bester Kurzfilm
La Boule – Regie: Alain Ughetto
King’s Christmas – Regie: Graham Dixon
Mohammed’s Daughter – Regie: Suri Kirshnamma
Night Move – Regie: Gur Heller

### Bester animierter Kurzfilm
SuperTed – Regie: David Edwards, Robin Lyons
Danger Mouse – Regie: Brian Cosgrove, Mark Hall
Max Headroom’s Giant Christmas Turkey – Regie: David G. Hillier
Thomas, die kleine Lokomotive (Thomas the Tank Engine and Friends) – Regie: Robert Cardona, David Mitton
Paddington Goes to School – Martin Pullen
The Wind In The Willows – Regie: Brian Cosgrove, Mark Hall

### Bester Dokumentarfilm
Shoah – Regie: Claude Lanzmann
British Cinema: Personal View – A Turnip Head’s Guide to the British Cinema – Regie: Alan Parker
Equinox: Prisoner of Consciousness – Regie: John Dollar
Forty Minutes: The Fishing Party – Regie: Paul Watson
Omnibus: The Mission – Regie: Robin Lough
Viewpoint 86: Afghanistan: The Agony of a Nation – Regie: Sandy Gall

### Bester nicht-englischsprachiger Film
Ran, Frankreich/Japan – Serge Silberman, Masato Hara und Akira Kurosawa
Betty Blue – 37,2 Grad am Morgen (37°2 le matin), Frankreich – Jean-Jacques Beineix
Ginger und Fred (Ginger e Fred), BRD/Frankreich/Italien – Alberto Grimaldi und Federico Fellini
Otello, Italien – Yoram Globus, Menahem Golan und Franco Zeffirelli

## Spezial- und Ehrenpreise

### Academy Fellowship
Federico Fellini – italienischer Filmemacher

### Herausragender britischer Beitrag zum Kino
(Outstanding British Contribution to Cinema)
The Film Production Executives – Guild of Film Production Executives (GFPE)

### Spezialpreis
Reginald Collin – britischer TV-Produzent und Direktor der BAFTA